# Augustin Krist
Augustin Krist (Prága, 1894. december 12. – 1964. március 2.) cseh nemzetközi labdarúgó-játékvezető. Jégkorong bíróként is elismert sportember volt.

## Pályafutása

### Nemzeti játékvezetés
1927-ben lett az I. Liga játékvezetője. A nemzeti játékvezetéstől 1941-ben vonult vissza. Első ligás mérkőzéseinek száma: 83.

### Nemzetközi játékvezetés
A Francia labdarúgó-szövetség Játékvezető Bizottsága (JB) terjesztette fel nemzetközi játékvezetőnek, a Nemzetközi Labdarúgó-szövetség (FIFA) 1928-tól tartotta nyilván bírói keretében. Több nemzetek közötti válogatott és klubmérkőzést vezetett, vagy működő társának partbíróként segített. Az első csehszlovák labdarúgó-játékvezető, aki világbajnokságon képviselte hazáját. A csehszlovák nemzetközi játékvezetők rangsorában, a világbajnokság-Európa-bajnokság sorrendjében többedmagával a 14. helyet foglalja el 2 találkozó szolgálatával. Az aktív nemzetközi játékvezetéstől 1938-ban búcsúzott. Válogatott mérkőzéseinek száma: 20.

#### Labdarúgó-világbajnokság
A világbajnoki döntőhöz vezető úton Franciaországba a III., az 1938-as labdarúgó-világbajnokságra a FIFA JB bíróként alkalmazta. A FIFA elvárásának megfelelően, ha nem vezetett, akkor valamelyik működő társának segített partbíróként. Egy csoportmérkőzésen és a döntőben, a Magyarország–Olaszország (2:4) találkozón, Georges Capdeville bíró második számú segítője lehetett. Világbajnokságon vezetett mérkőzéseinek száma: 1 + 2 (partbíró).

##### 1938-as labdarúgó-világbajnokság

###### Selejtező mérkőzés
| Időpont          | Helyszín          | Mérkőzés típusa           | Mérkőzés            | Eredmény | Nézők száma |
| ---------------- | ----------------- | ------------------------- | ------------------- | -------- | ----------- |
| 1937. július 27. | ASK Stadion, Riga | előselejtező (8. csoport) | Lettország–Litvánia | 4 : 2    | 10 000      |

###### Világbajnoki mérkőzés
| Időpont          | Helyszín                    | Mérkőzés típusa   | Mérkőzés        | Eredmény | Nézők száma |
| ---------------- | --------------------------- | ----------------- | --------------- | -------- | ----------- |
| 1938. június 12. | Fort Carré Stadion, Antibes | egyik negyeddöntő | Svédország–Kuba | 8 : 0    | 6 846       |

#### Nemzetközi kupamérkőzések
Vezetett Kupa-döntők száma: 2.

##### Közép-európai kupa
Hugo Meisl osztrák sportminiszter javaslatára a Közép-európai országok (Ausztria, Magyarország, Olaszország, Románia, Svájc, Csehszlovákia, Jugoszlávia) összefogásával legjobb csapataik részére indították útjára a Mitropa Kupa (1927-1992) a labdarúgó tornasorozatot. Vezetett mérkőzéseinek száma: 18.
| Időpont              | Helyszín                    | Mérkőzés típusa      | Mérkőzés                 | Eredmény | Nézők száma |
| -------------------- | --------------------------- | -------------------- | ------------------------ | -------- | ----------- |
| 1937. szeptember 12. | Üllői úti Stadion, Budapest | első döntő találkozó | Ferencvárosi TC–SS Lazio | 4 : 2    | 32 000      |
| 1939. július 23.     | Üllői úti Stadion, Budapest | első döntő találkozó | Ferencváros TC–Újpest FC | 1 : 4    | 12 000      |

#### A magyar labdarúgó-válogatott mérkőzései (1902–1929)
| Időpont           | Helyszín                          | Mérkőzés típusa          | Mérkőzés                 | Eredmény | Nézők száma |
| ----------------- | --------------------------------- | ------------------------ | ------------------------ | -------- | ----------- |
| 1928. május 6.    | Hungária körúti Stadion, Budapest | 130. válogatott mérkőzés | Magyarország–Ausztria    | 5 : 5    | 33 000      |
| 1934. április 15. | Hohe Warte Stadion, Bécs          | 172. válogatott mérkőzés | Ausztria–Magyarország    | 5 : 2    | 55 000      |
| 1936. március 15. | Hungária körúti Stadion, Budapest | 188. válogatott mérkőzés | Magyarország–Németország | 3 : 2    | 35 000      |

## Sportvezetőként
1935-től a Csehszlovák Labdarúgó-szövetség JB alelnöke.